# Ebelsbach
Ebelsbach – gmina w Niemczech, w kraju związkowym Bawaria, w rejencji Dolna Frankonia, w regionie Main-Rhön, w powiecie Haßberge, siedziba wspólnoty administracyjnej Ebelsbach. Leży w Haßberge około 13 km na wschód od Haßfurtu, nad Menem, przy autostradzie A70, drodze B26 i linii kolejowej Bamberg – Schweinfurt.

## Dzielnice
W skład gminy wchodzą następujące dzielnice: Gleisenau, Rudendorf, Schönbach, Schönbrunn i Steinbach.

## Polityka
Wójtem jest Walter Ziegler. Rada gminy składa się z 16 członków:
|      | CSU | SPD | FWG | Lista Obywateli | Wolna Lista Wyborców | Razem |
| 2002 | 7   | 2   | 6   | 1               | 16 miejsc            |       |

### Współpraca
Miejscowość partnerska:
- Jöhstadt, Saksonia

## Zabytki i atrakcje
- zamek w Ebelsbach
- zamek w dzielnicy Gleisenau